# Estação Orfanato
A Estação Orfanato é uma estação em obras da Linha 2 do Metrô de São Paulo. Faz parte do projeto de expansão da Linha 2–Verde entre Vila Prudente e Dutra (Guarulhos), com previsão de inauguração para meados de 2027.

## História
O primeiro projeto projeto para uma estação na rua do Orfanato surgiu em meados da década de 2000 como parte do projeto "Rede Distributiva" da Companhia do Metropolitano de São Paulo. No final da década de 2000 o projeto foi modificado, porém manteve a estação Orfanato. Foi aprofundado em 2012, quando foi apresentado ao público. Logo após, o governo do estado publicou os decretos de desapropriação das áreas necessárias para a construção das estações, incluindo Orfanato. Divididas em 8 lotes, as obras da expansão foram licitadas em setembro de 2014. A estação Orfanato faz parte do Lote 3 (ao lado da estação Santa Clara e seus respectivos poços de ventilação), vencido pela construtora Mendes Junior. Por conta da crise político-econômica no Brasil de 2014 a 2018, a ordem de serviço para o início das obras foi suspensa entre 2015 e 2019, tendo sido realizados apenas serviços de demolição das áreas desapropriadas, iniciados em setembro de 2017. O longo período de paralisação fez com que as áreas causassem degradação urbana no entorno das futuras estações (incluindo Orfanato), gerando reclamação dos moradores da região e expectativa pela retomada das obras.
Apesar disso, os projetos de implantação e arquitetônicos foram desenvolvidos durante esse período pela empresa Infra7 Engenharia e pela Mendes Junior.
Após quase seis anos suspensa, a ordem de serviço foi dada em 17 de janeiro de 2020.

## Toponímia

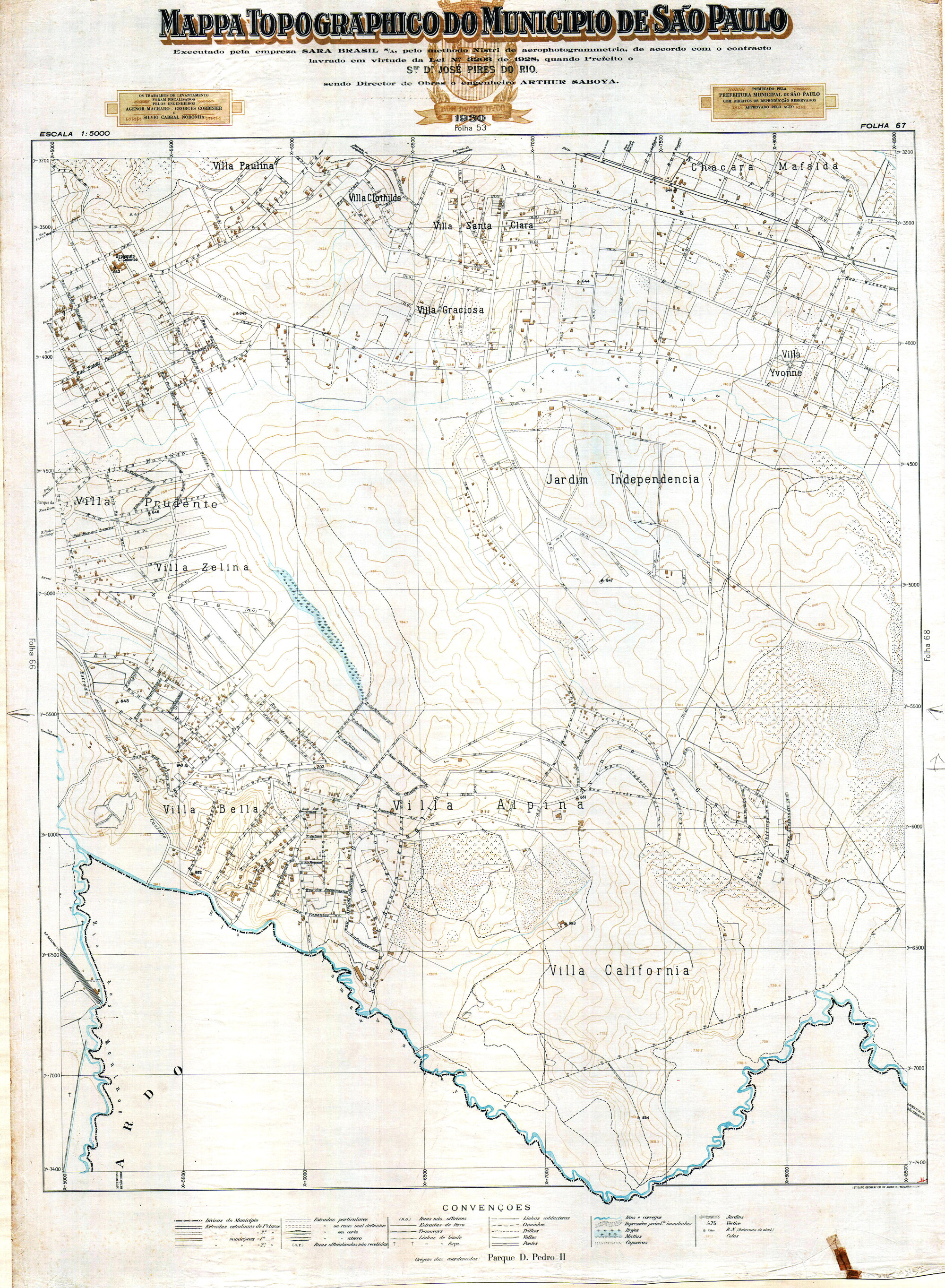
Mapa Topográfico do Setor 67 da cidade de São Paulo (SARA, 1930). O Orfanato Cristóvão Colombo (Vila Prudente) está localizado no canto superior esquerdo.
Arquivo Histórico de São Paulo

Após campanhas beneficentes realizadas em São Paulo, em 15 de fevereiro de 1895 o padre italiano José Marchetti (1869-1896) criou no Ipiranga o Orfanato Cristóvão Colombo. Pouco tempo depois, Marchetti projetou a implantação de uma segunda unidade no recém-fundado bairro de Vila Prudente para separar meninos de meninas. As obras foram iniciadas em 1896 e, após vários períodos de paralisações por falta de recursos, foram concluídas em 1904. O Orfanato Cristóvão Colombo de Vila Prudente foi inaugurado em 5 de agosto daquele ano. Por ser a primeira grande edificação daquela quadra de Vila Prudente, passou a ser um ponto de referência geográfico e social. A rua do loteamento ali existente passou a ser denominada por populares por “Rua do Orfanato”, nome oficializado pelo ato municipal nº 972 de 24 de agosto de 1916. O Orfanato foi dirigido por muitos anos pela irmã do padre Marchetti, Irmã Assunta Marchetti (1871-1948). Após seu falecimento, o Orfanato de Vila Prudente foi rebatizado com o seu nome (Casa Irmã Assunta Marchetti). Atualmente funciona como abrigo misto, recebendo crianças e adolescentes em situação de vulnerabilidade social encaminhados pela justiça.
O estudo toponímico realizado pela Companhia do Metropolitano nomeou a estação proposta de "Orfanato" por conta dele se enquadrar nos quatro critérios de nomeação: popularidade, escala metropolitana, característica de conteúdo e característica de forma. A localização da Casa Irmã Assunta Marchetti (antigo Orfanato De Vila Prudente), a menos de 100 metros da estação proposta, contribuiu decisivamente para a denominação.